# Comuna Bălășești, Galați
Bălășești este o comună în județul Galați, Moldova, România, formată din satele Bălășești (reședința), Ciurești, Ciureștii Noi și Pupezeni.

## Așezare
Comuna se află în extremitatea nordică a județului, la limita cu județul Vaslui, în Podișul Covurlui, pe malurile râului Hobana. Este străbătută de șoseaua județeană DJ251B, care o leagă spre est de Bălăbănești (unde se termină în DN24D) și spre sud de Cerțești și Corod.

## Istorie
La sfârșitul secolului al XIX-lea, comuna făcea parte din plasa Corodul a județului Tutova, și era formată din satele Bălășești și Pupezeni, având în total 1051 de locuitori ce trăiau în 286 de case. Existau în comună o moară cu aburi, o școală primară de băieți și două biserici. La acea vreme pe teritoriul actual al comunei mai funcționa în aceeași plasă și comuna Ciurești, formată doar din satul eponim de reședință, cu 1175 de locuitori ce trăiau în 273 de case, având și ea o școală primară de băieți și două biserici. Anuarul Socec din 1925 consemnează comunele în aceeași alcătuire, comuna Ciurești aceeași plasă, cu 1196 de locuitori, iar comuna Bălășești în plasa Adam a aceluiași județ, având 1362 de locuitori.
În 1950, comunele au fost comasate într-una singură denumită Bălășești, care a trecut în administrarea raionului Bârlad din regiunea Bârlad, apoi (din 1956) raionului Berești și (după 1960) raionului Bujor din regiunea Galați. În 1968, comunele au fost reunite într-una singură care a trecut la județul Galați.

## Demografie
Componența etnică a comunei Bălășești
     Români (91,7%)
     Alte etnii (0,26%)
     Necunoscută (8,04%)
Componența confesională a comunei Bălășești
     Ortodocși (91,8%)
     Alte religii (0,05%)
     Necunoscută (8,14%)
Conform recensământului efectuat în 2021, populația comunei Bălășești se ridică la 1.891 de locuitori, în scădere față de recensământul anterior din 2011, când fuseseră înregistrați 2.295 de locuitori. Majoritatea locuitorilor sunt români (91,7%), iar pentru 8,04% nu se cunoaște apartenența etnică. Din punct de vedere confesional, majoritatea locuitorilor sunt ortodocși (91,8%), iar pentru 8,14% nu se cunoaște apartenența confesională.

## Politică și administrație
Comuna Bălășești este administrată de un primar și un consiliu local compus din 11 consilieri. Primarul, Paul Cezar Maftei[*], de la Partidul Social Democrat, este în funcție din 2012. Începând cu alegerile locale din 2024, consiliul local are următoarea componență pe partide politice:
|  | Partid                          | Consilieri | Componența Consiliului | Componența Consiliului | Componența Consiliului | Componența Consiliului | Componența Consiliului | Componența Consiliului | Componența Consiliului | Componența Consiliului | Componența Consiliului |
|  | ------------------------------- | ---------- | ---------------------- | ---------------------- | ---------------------- | ---------------------- | ---------------------- | ---------------------- | ---------------------- | ---------------------- | ---------------------- |
|  | Partidul Social Democrat        | 9          |                        |                        |                        |                        |                        |                        |                        |                        |                        |
|  | Alianța pentru Unirea Românilor | 1          |                        |                        |                        |                        |                        |                        |                        |                        |                        |
|  | Partidul Național Liberal       | 1          |                        |                        |                        |                        |                        |                        |                        |                        |                        |

## Personalități
- Ionescu Raicu Rion (1872-1895), militant socialist, critic literar și publicist român, adept și propagator al marxismului.